# أطلس الخلق (كتاب)
أطلس الخلق (بالتركية: Yaratılış Atlası) هي سلسلة من الكتب الخلقية كتبها عدنان أوكتار تحت الاسم المستعار هارون يحيى. نشر أوكتار المجلد الأول من أطلس الخلق مع دار النشر العالمية، إسطنبول، تركيا في تشرين الأول 2006 م، وتبعه المجلدان الثاني والثالث في عام 2007، والمجلد الرابع في عام 2012. المجلد الأول يبلغ طوله أكثر من 800 صفحة. تمت ترجمة النص الأصلي التركي إلى الإنجليزية والألمانية والصينية والفرنسية والهولندية والإيطالية والأردية والهندية والروسية.
تم إرسال آلاف النسخ من المجلد الأول بالبريد دون طلب إلى المدارس والباحثين البارزين ومعاهد الأبحاث في الولايات المتحدة وأوروبا في عام 2007. وقد تعرضت السلسلة لانتقادات واسعة النطاق بسبب عدم دقتها واستخدامها غير المصرح به للصور المحمية بحقوق الطبع والنشر وعدم الأمانة الفكرية [الإنجليزية].

## المحتويات
وتؤكد الكتب أن الأنواع المختلفة من الكائنات الحية هي نفسها تمامًا اليوم كما كانت منذ مئات الملايين من السنين، وأن أشكال الحياة على الأرض، بعد أن خلقها الله، لم تخضع أبدًا لأدنى تغيير/ تطور. (على النقيض من بعض المسيحيين الأصوليين، لا يجادل أوكتار في " نظرية خلق الأرض الشابة " - أي أن عمر الكون بضعة آلاف من السنين - ولكنه يتحدث عن الأنواع التي يبلغ عمرها "100 مليون سنة"). ويعرض الكتاب صورًا لأحافير عمرها ملايين السنين وصورًا لحيوانات حديثة يُزعم أنها تُعادَل في العصر الحديث.

## التوزيع
في عام 2007 تم توزيع عشرات الآلاف من نسخ الكتاب على المدارس والباحثين البارزين ومعاهد الأبحاث في جميع أنحاء الولايات المتحدة وأوروبا، بما في ذلك عدد كبير من المدارس الفرنسية والبلجيكية والإسبانية والسويسرية. بعض المدارس التي تلقت نسخًا كانت في فرنسا بالإضافة إلى باحثين بارزين في جامعة أوتريخت، وجامعة تيلبورغ، وجامعة كاليفورنيا، وجامعة براون، وجامعة كولورادو، وجامعة شيكاغو، وجامعة بريغهام يونغ، وجامعة ستوني بروك، وجامعة كونيتيكت، وجامعة جورجيا، وإمبريال كوليدج لندن، وجامعة أبيرتاي، وجامعة أيداهو، وجامعة فيرمونت، والعديد من الجامعات الأخرى. وعندما تم إرسال الكتاب إلى المدارس والجامعات الفرنسية، أثار جدلاً واسعاً وأثار المزيد من المخاوف بشأن التطرف الإسلامي في فرنسا.

## التمويل
لقد تساءل ما لا يقل عن مصدرين (ريتشارد داكنز، كينيث ر. ميلر)، من أين جاءت الأموال اللازمة لدفع تكاليف إرسال عشرات الآلاف من نسخ كتاب مكون من 800 صفحة بقيمة إنتاجية عالية للغاية حول العالم إلى أشخاص وأماكن من غير المرجح أن يتعاطفوا مع رسالته. (كما سمح عدنان أوكتار للقراء بتنزيل الكثير من أعماله من عشرات المواقع الإلكترونية مجانًا.) ووفقًا لعالم الأحياء كينيث ر. ميلر، "إذا دخلت مكتبة ورأيت كتابًا كهذا، فسيكون سعره 100 دولار على الأقل... تكاليف الإنتاج وحدها فلكية. نحن نتحدث عن ملايين الدولارات." ووفقًا لوكالة رويترز للأنباء، تساءل متلقو الأطالس عما إذا كان "مؤيدو نظرية الخلق الأمريكيون أم الممولون السعوديون" هم من يمولون أوكتار. ويؤكد أوكتار نفسه أن الهدايا المجانية كانت "علاقات عامة عادية"، تم تمويلها من أرباح مبيعات كتبه. ومع ذلك، يجد تانر إيديس [الإنجليزية]، وهو فيزيائي أمريكي من أصل تركي، أن كل هذه التفسيرات غير معقولة - "إن الخلقيين الأمريكيين الذين أتحدث معهم يحسدون هارون يحيى على الموارد المالية"؛ وسوف يرفض المانحون الوهابيون السعوديون هذا الخليط غير العقائدي من العناصر الشيعية والصوفية والسنية في رسالة أوكتار؛ ويبدو أن الأرباح من مبيعات الكتاب لن توفر ما يكفي بالنظر إلى تكلفة الهدايا المجانية وأن مبيعات الكتاب كانت أقل من نشطة. يقتبس توم هينغان من رويترز عن "خبير في الإسلام في إسطنبول" تكهنه بأن التفسير الأكثر ترجيحًا هو التبرعات من "مجموعة صغيرة من الشباب الأتراك الأثرياء" الذين يشكلون "المجموعة الأساسية" من المؤيدين لأوكتار.

## روابط خارجية
- مراجعة كتاب: أطلس الخلق (هارون يحيى) في مجلة المسلم الأمريكي ، 19 أكتوبر 2009، بقلم شيلا موساجي
- "In France, a Muslim Offensive Against Evolution"، Time Magazine، 2 يونيو 2011، مؤرشف من الأصل في 2011-06-04